# Action (polskie przedsiębiorstwo)
Action SA – polskie przedsiębiorstwo handlu hurtowego z siedzibą w Warszawie, notowane na Giełdzie Papierów Wartościowych. Głównym przedmiotem działalności spółki jest dystrybucja sprzętu komputerowego i elektroniki użytkowej.

## Struktura
Action SA jest podmiotem dominującym grupy kapitałowej, w skład której wchodzą:
- Actina sp. z o.o.
- Sferis sp. z o.o.
- GRAM.PL sp. z o.o.
- SFK – 100%[4].
- Pentagram.

Action S.A. odpowiedzialna jest za całościowe zarządzanie grupą kapitałową, skupiającą rentowne spółki z branży produkcji, handlu i dystrybucji.

## Działalność
Firma jest jedną ze spółek notowanych na warszawskiej Giełdzie Papierów Wartościowych i jednostką dominującą w grupie kapitałowej. Działa w obszarze handlu i produkcji urządzeń IT, RTV/AGD, sprzętu biurowego oraz materiałów eksploatacyjnych. Rozwija internetowe kanały sprzedaży i angażuje się w projekt „aniołowie biznesu”. Jako właściciel centrum magazynowego wyposażonego w nowoczesne rozwiązania technologiczne świadczy zewnętrznym podmiotom usługi z zakresu logistyki. Spółka tworzy produkty sygnowane własnymi markami: Actina (m.in. komputery stacjonarne, serwery), ActiveJet (m.in. zasilacze, materiały eksploatacyjne, alternatywne źródła energii – LED) oraz Actis (ekonomiczne materiały eksploatacyjne).
Ogólne przychody grupy kapitałowej Action SA w roku 2013 wyniosły ponad 4749 mln złotych.

## Historia
Spółka Action została założona w 1991 przez Piotra Bielińskiego, Olgierda Matykę i Wojciecha Wietrzykowskiego. W 1996 po raz pierwszy wzięła udział w targach Komputer Expo oraz podpisała umowę dystrybucyjną na produkty marki Samsung. W latach 1996–1997 powstały oddziały w Krakowie, Szczecinie i Bytomiu. W 2000 firma zaczęła składać komputery osobiste i serwery pod marką „Actina”. W 2002 wprowadziła nową markę artykułów eksploatacyjnych „ActiveJet”. Wzięła też udział w międzynarodowych targach CeBIT w Hanowerze.
W 2004 spółka otworzyła pierwszy oddział zagraniczny we Lwowie na Ukrainie. Od tego roku firma zaczęła działać jako dostawca sprzętu komputerowego na rynek korporacyjny i do przetargów publicznych. Zakupiła też spółkę informatyczną California Computer SA i wprowadziła do sprzedaży system typu ERP „MBS Dynamics”. W 2005 podpisała umowę dystrybucyjną z Intelem, a w 2006 – z Lenovo. 16 sierpnia 2006 po raz pierwszy akcje spółki były notowane na Giełdzie Papierów Wartościowych w Warszawie.
W 2007 roku oddano do użytku magazyn wysokiego składowania. W 2007 w skład Grupy weszła spółka zależna Sferis – sklep internetowy oraz sieć specjalistycznych sklepów sprzedających urządzenia IT i RTV/AGD. W 2009 roku zakończono proces rozbudowy centrum logistycznego w Zamieniu. Przy zachowaniu tego samego poziomu zatrudnienia, maksymalna wydajność nowego magazynu spółki zwiększyła się trzykrotnie, z obsługi 15 tysięcy paczek do 45 tysięcy dziennie. Obecnie spółki z grupy kapitałowej ACTION mają do dyspozycji ponad 25 tysięcy m² powierzchni magazynowej. W 2010 Action S.A. wygrała przetarg o wartości 13,8 mln zł na dostawę serwerów marki własnej do Europejskiej Organizacji Badań Jądrowych w Genewie (CERN), co było największym wdrożeniem tego typu przeprowadzonym przez polską firmę.
W 2013 ACTION S.A. rozpoczęła działalność na niemieckim rynku IT. Niemiecki oddział spółki powstał na bazie aktywów Devil AG. W 2014 spółka zwiększyła swoje zaangażowanie w Devil GmbH i stała się jego jedynym właścicielem, zdecydowano również o zmianie nazwy na Action Europe GmbH.
1 sierpnia 2016 Sąd Rejonowy dla m. st. Warszawy w Warszawie wydał postanowienie o otwarciu wobec ACTION S.A. postępowania sanacyjnego. W grudniu 2020 układ postępowaniu restrukturyzacyjnym został prawomocnie zatwierdzony.